# Yttre Tomttjärnen
Yttre Tomttjärnen är en sjö i Ragunda kommun i Jämtland och ingår i Indalsälvens huvudavrinningsområde. Sjön har en area på 0,208 kvadratkilometer och ligger 234 meter över havet. Sjön avvattnas av vattendraget Kvarnån (Långsjönäsån).

## Delavrinningsområde
Yttre Tomttjärnen ingår i det delavrinningsområde (697507-153894) som SMHI kallar för Utloppet av Ytt Tomttjärnen. Medelhöjden är 288 meter över havet och ytan är 1,5 kvadratkilometer. Räknas de 8 avrinningsområdena uppströms in blir den ackumulerade arean 50,33 kvadratkilometer. Kvarnån (Långsjönäsån) som avvattnar avrinningsområdet har biflödesordning 2, vilket innebär att vattnet flödar genom totalt 2 vattendrag innan det når havet efter 76 kilometer. Avrinningsområdet består mestadels av skog (77 procent). Avrinningsområdet har 0,2 kvadratkilometer vattenytor vilket ger det en sjöprocent på 13,1 procent.